# Jamal Khashoggi
Pour les articles homonymes, voir Khashoggi.
Jamal Khashoggi (en arabe : جمال خاشقجي (Jamāl Khāshuqjī) [ ʒaˈmaːl χaːˈʃoɡʒi]), né le 13 octobre 1958 à Médine (Arabie saoudite) et mort assassiné le 2 octobre 2018 au consulat d'Arabie saoudite à Istanbul (Turquie), est un journaliste saoudien, ayant notamment été directeur général de la chaîne Al-Arab News. Il a également été rédacteur au journal saoudien Al Watan, qu'il a transformé en plateforme progressiste. Des années 1980 aux années 2000, il a régulièrement servi le prince Turki ben Fayçal, ancien directeur des services saoudiens de renseignement .
Initialement proche du pouvoir saoudien, il entre en dissidence à partir de 2017, à la suite de l'avènement de Mohammed ben Salmane au statut de prince héritier et de dirigeant de fait du pays. Il fuit l'Arabie saoudite en septembre 2017. Il déclare alors que le gouvernement saoudien l'a « banni de Twitter » et écrit ensuite des articles de presse critiques vis-à-vis du régime saoudien. Extrêmement critique à l'égard du prince héritier, Mohammed ben Salmane, et du roi Salmane ben Abdelaziz Al Saoud, Khashoggi s'oppose fermement à l'intervention au Yémen.
Khashoggi entre dans le consulat d'Arabie saoudite en Turquie le 2 octobre 2018 et y est assassiné par un commando saoudien. Le prince héritier est soupçonné d'avoir commandité l'opération. Après avoir initialement nié sa mort, affirmant que Khashoggi avait quitté le consulat vivant, l'Arabie saoudite finit par reconnaître le 20 octobre que Jamal Khashoggi a été tué à l'intérieur du consulat, mais donne successivement plusieurs versions contradictoires des circonstances de son décès avant d'admettre que le meurtre était prémédité, tout en épargnant le prince héritier.
Le 26 février 2021, dans un rapport rendu public à la demande du président Joe Biden, la direction du renseignement américain accuse Mohammed ben Salmane d’avoir « approuvé » l’opération contre Jamal Khashoggi.

## Biographie

### Famille et jeunesse
Neveu du marchand d'armes milliardaire Adnan bin Mohammed bin Khalid Khashoggi, considéré comme l'homme le plus riche du monde au début des années 1980, Jamal Khashoggi naît le 13 octobre 1958 dans une famille originaire de Kayseri en Turquie, d'ascendance cassogue et syrienne, installée en Arabie saoudite à Djeddah et très liée à la famille royale saoudienne. Son grand-père, Mohammed Khashoggi, qui a épousé une Saoudienne, était le médecin personnel du roi Ibn Séoud, le fondateur du royaume d'Arabie saoudite. Jamal est le cousin germain de Dodi Al-Fayed, tué à Paris dans un accident de voiture aux côtés de Diana, princesse de Galles.
À la fin des années 1970, comme beaucoup de jeunes Saoudiens, Jamal soutient la résistance afghane contre les Soviétiques, tout comme le pouvoir saoudien de l'époque et la CIA. Il se rend lui-même en Afghanistan, et pose à l'époque en photo avec une kalachnikov : ses amis assurent cependant qu'il aurait peu combattu et que, bien qu'étant un musulman conservateur, il n'avait rien d'un extrémiste. C'est également en Afghanistan qu'il réalise ses premières interviews d'Oussama ben Laden, un autre jeune Saoudien originaire de Djeddah, qui combat alors les Soviétiques : les familles Khashoggi et ben Laden sont par ailleurs amies de longue date. Dans l'édition de mai 1988 de l'hebdomadaire saoudien Al Majalla, il publie ainsi un long reportage à la gloire de ces jihadistes d'Afghanistan qu'il a côtoyés sur place. Il entretient à partir de là des relations personnelles avec Oussama ben Laden, et, à ce titre, organise en 1993 à Khartoum au Soudan sa première interview par un journaliste occidental, le reporter britannique Robert Fisk, comme celui-ci l'a raconté. Après son passage dans ce pays, il étudie aux États-Unis puis, de retour en Arabie saoudite, rejoint les Frères musulmans, courant mal vu à Riyad.

### Carrière de journaliste
Diplômé en administration de l'université d'État de l'Indiana (1982), Jamal Khashoggi commence sa carrière en tant que directeur régional de la librairie Tihama Bookstores de 1983 à 1984. Il débute ensuite une carrière de journaliste dans différents quotidiens et hebdomadaires saoudiens, dont Saudi Gazette, avant d'être nommé rédacteur en chef de Al Madina, en 1992. De 1991 à 1999, il est correspondant à l'étranger (Afghanistan, Algérie, Koweït, Soudan), puis devient rédacteur en chef adjoint de Arab News, le principal journal en anglais d'Arabie saoudite (1999-2003)[réf. nécessaire].
Outre son travail de journaliste, il entretient des liens avec les services de renseignements saoudiens, dont le chef, le prince Turki ben Fayçal, le considère longtemps comme un protégé. Dans les années 1990, il est chargé par les services secrets de contacter Oussama ben Laden pour le persuader de renoncer à la clandestinité et de rentrer au pays. Il échoue cependant à convaincre son ami. Khashoggi prend ensuite ses distances avec ben Laden qui bascule dans le terrorisme contre l'Occident ; en 2011, à la mort de ben Laden, il écrit à propos de ce dernier « Tu étais magnifique et plein de bravoure aux beaux jours de l'Afghanistan, avant que tu succombes à la haine et à la passion. »
Avec les années, Khashoggi se fait le promoteur de la démocratie dans le monde arabe, critiquant les pouvoirs corrompus et plaidant pour un accroissement de la participation politique, y compris au sein des monarchies du Golfe. En 2003, il est très brièvement rédacteur en chef d'Al-Watan mais, jugé trop progressiste, il est licencié par le ministre saoudien de l'Information après avoir publié plusieurs commentaires à propos de l'influence du pouvoir religieux en Arabie saoudite. Il s'exile quelque temps à Londres, puis, au cours des années suivantes, il devient un conseiller très proche de Turki Al-Faycal et un adversaire de Mohammed ben Salmane.
En 2007, il est à nouveau nommé à la tête de la rédaction de Al-Watan. Il quitte le journal en 2010 après avoir critiqué les salafistes et est nommé directeur de Al-Arab News à Bahreïn, collaborant aussi à différents médias internationaux comme commentateur politique spécialiste du Moyen-Orient.
Demeuré en lien avec les Frères musulmans — ce qu'il reconnaît ou nie en fonction de ses interlocuteurs —[réf. nécessaire]Jamal Khashoggi soutient en 2011 les printemps arabes en jouant la carte de l'islam politique. Mais l'échec de ces révolutions vient s'ajouter à la liste de ses déceptions, après les dérives du « djihad » afghan et de ben Laden.
Il compte parmi les journalistes chargés de défendre la politique du royaume saoudien auprès de la presse étrangère. Il présente notamment la guerre menée par l'Arabie saoudite au Yémen comme étant dirigée contre l’Iran, qu’il compare à l’Allemagne nazie,.

### Disgrâce et exil
Initialement proche de Mohammed ben Salmane, en qui il voit au départ un réformateur, il rompt peu après avec lui. En décembre 2016, Khashoggi est puni par son pays pour avoir ouvertement critiqué Donald Trump et il lui est interdit d'exercer son métier.
En septembre 2017, il s'exile aux États-Unis, où il tient une chronique au Washington Post. Il s'oppose alors de plus en plus ouvertement au prince héritier, Mohammed ben Salmane.
À la fin de sa vie, il souffre de diabète et d'hypertension.

### Assassinat

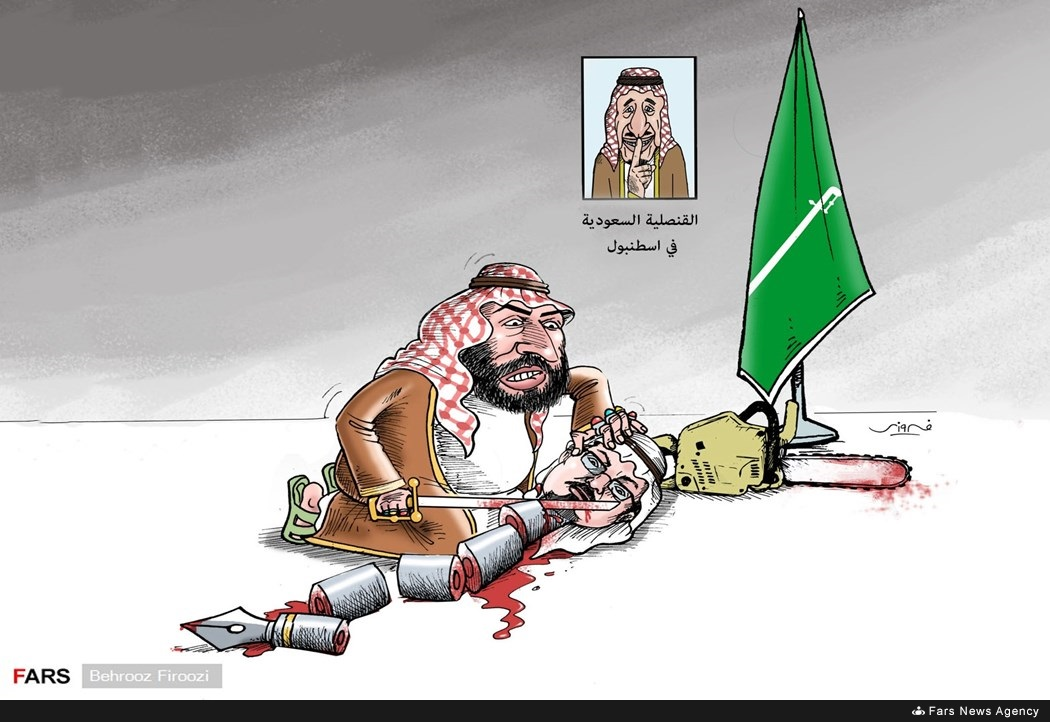
Dessin de l'agence de presse iranienne Fars news.

Jamal Khashoggi, qui dénonçait depuis un certain temps la politique conduite par le prince Mohammed ben Salmane dans le royaume et le désastre de la guerre du Yémen,, est assassiné le 2 octobre 2018 à l'ambassade d'Arabie saoudite à Istanbul, où il est allé effectuer des formalités. Son corps n'est pas retrouvé. 
Selon la police turque, le 2 octobre, Jamal Khashoggi y est séquestré, torturé et assassiné par des forces spéciales saoudiennes, puis son corps est démembré et transporté hors du consulat en direction d'un autre pays,. Le 25 octobre, l'Arabie saoudite admet que le meurtre du journaliste était prémédité. Le 17 novembre, The Washington Post affirme que la CIA a conclu que le prince héritier saoudien Mohammed ben Salmane Al Saoud était le commanditaire de l'assassinat du journaliste Jamal Khashoggi à Istanbul,.

## Postérité
En 2020, un documentaire sur l'assassinat de Khashoggi et le rôle joué par le prince héritier saoudien Mohammed ben Salmane a été réalisé par un réalisateur et producteur oscarisé, Bryan Fogel. Cependant, il a fallu huit mois à Fogel pour trouver un service de streaming pour The Dissident, qui a été diffusé par une société indépendante.